# كريستوف اوفنستين
كريستوف اوفنستين (بالألمانية: Christophe Offenstein ) (و. 1962 – م) هو مصور سينمائي، ومخرج سينمائي، وكاتب سيناريو من فرنسا .

## روابط خارجية
- كريستوف اوفنستين على موقع IMDb (الإنجليزية)
- كريستوف اوفنستين على موقع قاعدة بيانات الأفلام العربية
- كريستوف اوفنستين على موقع ألو سيني (الفرنسية)
- كريستوف اوفنستين على موقع أول موفي (الإنجليزية)
- كريستوف اوفنستين على موقع قاعدة بيانات الأفلام السويدية (السويدية)
- كريستوف اوفنستين على موقع قاعدة بيانات الفيلم (الإنجليزية)
- كريستوف اوفنستين على موقع كينوبويسك (الروسية)